# Ľubomír Feldek
Ľubomír Feldek (Zsolna, 1936. október 9. –) szlovák költő, író, drámaíró és műfordító. Felesége Oľga Feldeková.
Feldek több verseskötet (Kriedový kruh, Paracelsus és Milovanie pred usnutím), a Van Stiphout című regény, valamint több színdarab, köztük a Teta na zjedenie vagy Jánošík podľa Vivaldiho szerzője. Modern világköltők (Alekszandr Blok, Vlagyimir Majakovszkij vagy Guillaume Apollinaire) műveit, valamint klasszikus darabokat (például Szophoklész és William Shakespeare műveit) fordította. Több gyermekkönyv is született, ezek közül a Modrá kniha rozprávok és a Zelená kniha rozprávok című, Albín Brunovský által illusztrált könyvek. Az Index Translationum statisztikái szerint a tíz legtöbbet fordított szlovák nyelven író szerző között van.
1989 januárjában tiltakozott Václav Havel letartóztatása ellen, és aláírta a Pár mondat című politikai kiáltványt. A bársonyos forradalom idején szorosan együttműködött a Nyilvánosság az erőszak ellen mozgalommal, amely később politikai párttá alakult át.

## Feldek vs. Slobodník és Feldek vs. Szlovákia
1992-ben Feldek nyilvánosan megjegyezte, hogy „Dušan Slobodník kulturális miniszter lett, és azonnal fény derült fasiszta múltjára”, utalva arra, hogy tizenévesként (17 évesen) részt vett egy SS-kiképző tanfolyamon Székelyfalván az Első Szlovák Köztársaság idején. A nyilatkozatot nem sokkal az 1992-es parlamenti választásokat követő új kormány kinevezése után tették közzé, amelyben Slobodník miniszter lett. Feldek írta a Dobrú noc, má milá című verset is, amely az „esesák sa objal s eštébákom” (egy SS-ember megölelt egy STB-ügynököt) verset tartalmazza, utalva mind Dušan Slobodník, mind Vladimír Mečiar miniszterelnök vitatott múltjára. Slobodník rágalmazásért beperelte, és miután a pozsonyi Városi Bíróságon vereséget szenvedett, a Legfelsőbb Bíróság három tagjából álló szenátus a javára szavazott. Feldek köteles volt bocsánatot kérni és 250 000 SKK-t fizetni. Bár a Legfelsőbb Bíróság fellebbviteli szenátusa eltörölte a pénzbüntetést, Feldek védője, Ernest Valko az ügyet a strasbourgi Emberi Jogok Európai Bírósága elé vitte. A Feldek kontra Szlovákia ügyben 2001-ben a bíróság úgy döntött, hogy a szólásszabadság sérült. Feldek 500 000 SKK összegű kártérítést kapott.
Feldek és családja 1995-ben Prágába költözött, de ő maga néhány évvel később visszaköltözött Pozsonyba.

## Magyarul megjelent művei
- A mesegombolyag (Rozprávk y na niti) – Mladé Letá, Pozsony, 1974 · Fordította: Papp Sándorné · Illusztrálta: Ondrej Zimka
- Virradat a ceruza körül (válogatott versek) – Európa / Madách, Budapest / Bratislava, 1980 · ISBN 9630720221 · fordította: Tőzsér Árpád
- Szomorú komédiák (Smutné komédie) – Európa, Budapest, 1986 · ISBN 9630737965 · fordította: Bába Iván, Varga Imre · (Metafora avagy Aki elvesztette a fejét; Az ennivaló nagynéni; Jánosik a la Vivaldi)
- Van Stiphout (Van Stiphout) – Európa / Madách, Budapest / Bratislava, 1990 · ISBN 9630746743 · fordította: Nóta János

## Fordítás
- Ez a szócikk részben vagy egészben  a(z)   Ľubomír Feldek című angol Wikipédia-szócikk fordításán alapul.  Az eredeti cikk szerkesztőit annak laptörténete sorolja fel. Ez a jelzés csupán a megfogalmazás eredetét és a szerzői jogokat jelzi, nem szolgál a cikkben szereplő információk forrásmegjelöléseként.